# گروه آشمور
گروه آشمور (انگلیسی: Ashmore Group) شرکت مدیریت دارایی بریتانیایی است، که در سال ۱۹۹۲ تأسیس شد.